# Boghassa
Boghassa es una comuna o municipio del círculo de Abeibara de la región de Kidal, en Malí. En abril de 2009 tenía una población censada de 3378 habitantes.
Se encuentra ubicada al noreste del país, en el desierto del Sahara, cerca de la frontera con Argelia.